# جان كولن (عسكري)
جان كولن (بالفرنسية: Jean Colin)‏ هو عسكري فرنسي، ولد في 27 ديسمبر 1864، وتوفي في 30 ديسمبر 1917.